# Zdeněk Rada (politik)
Zdeněk Rada (* 25. června 1938) byl český a československý politik Komunistické strany Československa, vedoucí tajemník OV KSČ Znojmo a poslanec Sněmovny lidu Federálního shromáždění za normalizace.

## Biografie
K roku 1986 se zmiňuje profesně jako vedoucí tajemník okresního výboru KSČ. Šlo o OV KSČ ve Znojmě. V této funkci se uvádí i k roku 1988. Ještě v říjnu 1989 je citován jako vedoucí tajemník OV KSČ ve Znojmě. Komentoval tehdy ekonomickou situaci: „u některých vedoucích hospodářských pracovníků se projevuje malá politická vyspělost a neschopnost vysvětlit nedostatky“.
Ve volbách roku 1986 zasedl za KSČ do Sněmovny lidu (volební obvod č. 107 - Znojmo-Třebíč, Jihomoravský kraj). Ve Federálním shromáždění setrval do ledna 1990, kdy rezignoval na mandát v rámci procesu kooptací do Federálního shromáždění po sametové revoluci.